# الکساندر ایز
الکساندر اِیز (انگلیسی: Alexander Aze؛ زادهٔ ۲۵ سپتامبر ۲۰۰۳) بازیگر، و بازیگر تلویزیون اهل انگلستان است. 
وی از سال ۲۰۱۱ میلادی تاکنون مشغول فعالیت بوده‌است.
او بیشتر به خاطر بازی در Lightfields ITV مشهور شد.